# فيكتور أنطونيو تامايو بيتانكورت
فيكتور أنطونيو تامايو بيتانكورت (بالإسبانية: Victor Antonio Tamayo Betancourt)‏ هو كاهن كاثوليكي كولومبي، ولد في 20 يوليو 1937 في Anori ‏ في البرازيل.